# Whereis
whereis是Unix与类Unix操作系统中用于定位某些特殊文件（如可执行程序、源代码及手册页，可附加参数以限制范围）的一条命令。whereis会将提供的文件名参数前端的路径与后端的扩展名部分截去，并找出文件名与之相匹配的特殊文件，如下示例。
```
$
 
whereis
 
/test/sed.test
sed:
 
/bin/sed
 
/usr/share/man/man1/sed.1p.gz
 
/usr/share/man/man1/sed.1.gz

```